# Fenomenologia

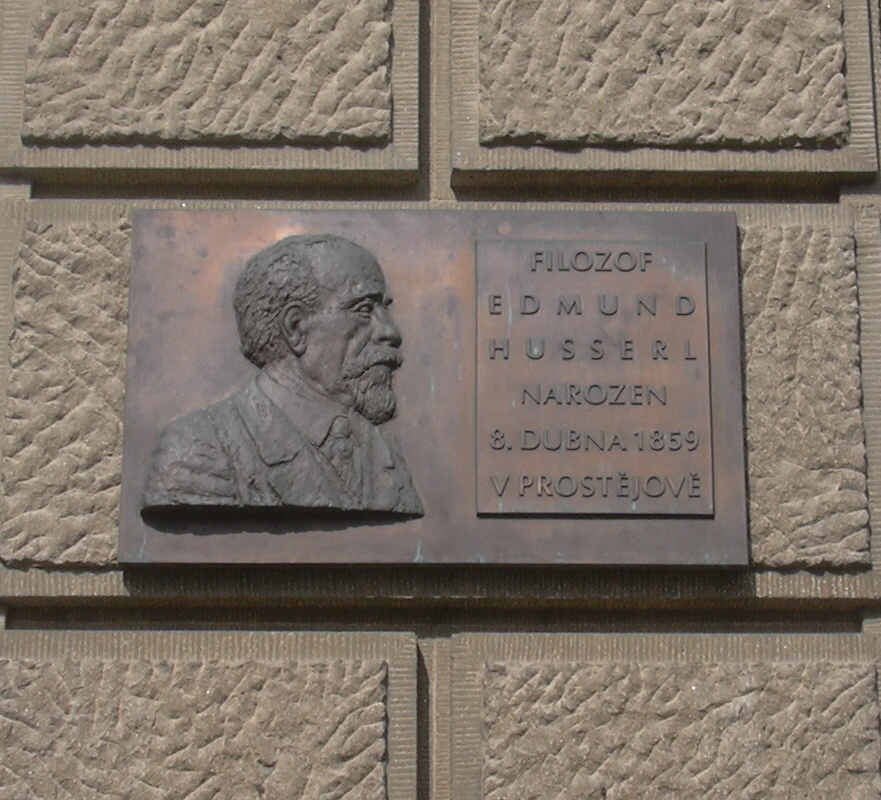
Edmund Husserl (1859-1938).

La fenomenologia (del grec antic φαινόμενoν, 'el que es mostra' i  λογος, 'estudi') és una branca de la filosofia que tracta dels fenomens com a continguts de consciència. El mot ja l'usen alguns autors dels segles xviii i xix, com Hegel (Fenomenologia de l'Esperit). Pròpiament l'èxit en l'ús del mot es deu a l'escola fenomenològica, el fundador de la qual és Edmund Husserl.
Tots els fenomenòlegs defensen que hi ha un àmbit propi de reflexió filosòfica irreductible al de les altres ciències, suposen que la seva anàlisi esdevé bastant complexa, i abandonen el dels filòsofs tradicionals per considerar que no varen saber delimitar-lo. Més que una fenomenologia hi ha més aviat, doncs, fenomenologies:

## La fenomenologia de Husserl
La del fundador, Edmund Husserl, es caracteritza per partir d'un camp donat inaccessible per cap altre mitjà que no sigui la reflexió: quan ens abstenim (epokhé) de tenir en compte l'actitud natural que considera que som en una realitat natural que ens envolta, quan doncs en un acte aprehensiu copsem les nostres vivències, som capaços de lliurar a la recerca el camp de la consciència pura, que al capdavall és on es dona un qualsevol afer per a l'home. La fenomenologia és l'anàlisi possible de la consciència pura. Per tant, usa un mètode reductor que s'assembla al dubte cartesià, però efectuat amb més moderació. Hi ha doncs certs paral·lelisme entre la consciència pura (fenomenològica) i el cogito cartesià.
L'estudi de les essències, l'encalç d'una filosofia transcendental, la voluntat de ser una ciència exacta, la descripció directa de la nostra experiència i la intencionalitat, són capítols característics de la fenomenologia husserliana.

## La fenomenologia de Heidegger
Martin Heidegger reprèn aquest camp privilegiat d'experiència humana, abandona el camí reductor husserlià, els objectius del fundador, mentre s'esforça a estudiar la problematicitat inherent en la manera de ser de l'home. Una fenomenologia emparentada amb l'existencialisme. Però, en voler estudiar el camp propi de l'existència humana, la fenomenologia passa a ser en Heidegger un repàs del que hi ha realment (una ontologia).

## La fenomenologia de Sartre
El camp fenomenològic de Jean-Paul Sartre (la petjada de Heidegger es fa sentir en molts autors). Cal destacar, el seu interès per la vida en general i en concret. I, també, per la mort en totes les seves formes.

## La fenomenologia de Merleau-Ponty
Maurice Merleau-Ponty, en l'etapa que s'hi apropa més, assumeix el camp fenomenològic com una experiència perceptiva i corporal, plena de significacions, que fan una presència privilegiada, la de l'home, encarnat en un cos, arrelat a les coses que l'envolten. L'autor insisteix que la fenomenologia és un moviment, és un estil: el seu inacabament i el seu aspecte incoatiu no són pas signes d'un fracàs, sinó quelcom inevitable perquè la fenomenologia té la tasca de revelar el misteri del món i el misteri de la raó.